# 스웨덴인당
스웨덴인당(핀란드어: Ruotsalainen puolue 루오찰라이넨 푸올루에[*], 스웨덴어: Svenska partiet 스벤스카 파르티에트[*])은 1870년에서 1906년까지 있던 핀란드의 정당이다. 핀란드인 정체성운동인 페노마니아에 반대한 스웨덴인 정체성운동 스베코마니아 정당이었다. 당보는 『뉘아 프레센』. 1885년 자유당과 합당했다. 
1896년 1월 10일 헬싱키의 소방서에서 첫 당대회를 가졌고, 당주석은 라베 악셀 브레데 아브 엘리메, 부주석은 악셀 요한 릴레가 맡았다.
1906년 핀란드 스웨덴인당으로 계승되었다.